# Afetes
Afetes (Grieks: Αφέτες) is een deelgemeente (dimotiki enotita) van de fusiegemeente (dimos) Notio Pilio, in de Griekse bestuurlijke regio (periferia) Thessalië.
Het ligt in het voormalige departement Magnesia.